# Харьковское математическое общество

Харьковское математическое общество — ассоциация математиков Харькова, общественная организация, имеющая целью содействие развитию математики и её приложений, 
популяризацию достижений математики, содействие контактам ученых-математиков и подготовке научной молодежи.
В состав Общества входят сотрудники Математического отделения ФТИНТ им. Б.И. Веркина
НАН Украины, Харьковского национального университета имени В. Н. Каразина и преподаватели других высших учебных заведений Харькова. 

## История Общества
Харьковское математическое общество было основано в 1879 году при Харьковском университете по инициативе профессора Василия Григорьевича Имшенецкого. Согласно принятому уставу общества целью Харьковского математического общества являлась поддержка развития математической науки и образования.

С 1885 г. по  1902 г. в Харькове жил и работал математик Александр Михайлович Ляпунов. В течение этого периода деятельность Ляпунова сыграла важнейшую роль в развитии Общества. С 1902 по 1906 год главой Харьковского математического общества был ученик Ляпунова  — Владимир Андреевич Стеклов, который позже организовал и стал первым директором Физико-математического института РАН в Москве.
С 1906 года и в течение последующих почти сорока лет Общество возглавлял известный геометр Дмитрий Матвеевич Синцов. Благодаря его инициативам деятельность Общества существенно способствовала улучшению математического образования в Харькове.
В 1933 году переехал в Харьков и возглавил Институт математики Наум Ильич Ахиезер. С 1947 года он стал руководителем Общества. Благодаря его усилиям математическое сообщество Харькова существенно укрепилось. 
Позже Общество возглавляли Алексей Васильевич Погорелов, Владимир Александрович Марченко, Иосиф Владимирович Островский. В настоящее время (с 2013 года) президентом общества является Евгений Яковлевич Хруслов.

## Издательская деятельность Общества
Практически сразу после основания, с 1880 года, обществом издавался сборник «Сообщения и протоколы заседаний математического общества при Императорском Харьковском университете» («Сообщения Харьковского математического общества»). Первое время выходило по два выпуска в год размером от двух до пяти печатных листов.
В 1960 году публикации «Сообщений Харьковского математического общества» были приостановлены. Позже, в 1965 году, благодаря усилиям Н. И. Ахиезера был основан журнал «Теория функций, функциональный анализ и их приложения», который издавался до 1992 года. С 1994 по 1999 года Харьковское математическое общество участвовало в публикации журнала «Математическая Физика, Анализ и Геометрия» 